# سد بخمة
سد بخمة (بالكردية:  بەنداوی بێخمە،Bendava Bêxme ‏) هو سد متعدد الأغراض لم ينته بناؤه سد على نهر الزاب الكبير، يبعد مسافة 60 كم (37 ميل) شمال شرق أربيل كردستان العراق. الغرض الرئيسي من السد هو إنتاج 1500 ميغاواط من الطاقة الكهرمائية بالإضافة إلى التحكم بالفيضانات. وإذا ما اكتمل فإن ارتفاع السد سيبلغ 230 متراً (750 قدماً) لتكون أكبر سدود العراق. بدأ البناء على السد في عام 1979، وتوقف خلال الحرب بين إيران والعراق، بدأ البناء مرة أخرى في عام 1988 وتوقف في عام 1990، وذلك قبل حرب الخليج. والعمل متوقف به منذ ذلك الوقت لاسباب عدة.